# Holly e Benji: La selezione giovanile del Giappone
Holly e Benji: La selezione giovanile del Giappone (キャプテン翼 危うし! 全日本Jr.?, Kyaputen Tsubasa: Ayaushi! Zen'Nihon Jr., lett. "Captain Tsubasa: Attenzione ai giovani giapponesi!") è un film d'animazione del 1985 diretto da Tatsuya Okamoto e Norio Yazawa.
Si tratta del secondo film del manga e anime Holly e Benji (Capitan Tsubasa). In Giappone uscì 21 dicembre 1985. In Italia venne diviso in tre episodi (La grande rivincita, La sfida continua e Eroi per un giorno) trasmessi su Italia 1, Italia Teen Television e Italia 2. Fu in seguito riproposto in DVD da Yamato Video nel 2007 con titolo e durata fedele all'originale.

## Trama
Il Giappone gioca un'altra partita, stavolta in casa, contro l'Europa. Dovrà però fare a meno di alcuni dei suoi fuoriclasse: Mark Lenders che si rifiuta di giocare fino a che non avrà perfezionato il suo Tiger Shot, Julian Ross per problemi fisici, Benji Price, costretto da uno sponsor della sua squadra di club a non giocare contro la nazionale europea, e Tom Becker, per motivi sconosciuti (i primi tre vengono comunque inseriti nella formazione ufficiale come riserve per volontà di Holly). La squadra ha come manager le amiche Sanae e Yayoi.
La partita è inizialmente molto equilibrata, tuttavia la mancanza di Mark lascia Oliver Hutton solo in attacco, cosa che rende alla selezione europea più facile la marcatura dell'asso giapponese.
Il portiere nipponico Wakashimazu (Ed Warner) salva due volte la propria porta respingendo i tiri dell'asso francese Pierre (El Cid Pierre) e del mediano inglese Steve Molby.
Schneider vuole che Wakabayashi giochi la partita in modo da fargli gol con il suo nuovo tiro (l'illusion shot) e quindi infortuna Wakashimazu e Morisaki (rispettivamente il secondo e il terzo portiere della nazionale nipponica) con dei tiri potentissimi, ciò permette all'Europa di siglare due reti, vanificando così il vantaggio nipponico realizzato da Holly su assist dei fratelli Derrick.
L'infortunio dei due portieri costringe la federazione giapponese a ripensarci e a far entrare in campo Wakabayashi, che evita il dilagare della squadra europea.
Fortunatamente per il Giappone fanno il loro ingresso in campo anche Julian Ross e Mark Lenders, che nel frattempo ha perfezionato il suo potentissimo tiro: il loro ingresso in campo dà una scossa all'attacco della loro squadra: infatti è proprio Mark, con un tiro da 40 metri, che porta la squadra in parità ed è grazie ad una fantastica discesa di Julian che Holly riesce a siglare il gol del 3 a 2.
Quando la partita sembra concludersi Karl Heinz Schneider segna un gol a Benji con un gran tiro direttamente da centrocampo. Si va ai supplementari dove all'ultimo minuto, grazie ad un'azione del tridente Ross - Lenders - Hutton, il Giappone si aggiudica la vittoria per 4 a 3.
|                                      | Giappone | 4 – 3                    | Europa |  |
| Hutton Lenders Hutton Hutton/Lenders |          | Molby Le Blanc Schneider |        |  |